# Tricentra ascantia
Tricentra ascantia är en fjärilsart som beskrevs av Druce 1892. Tricentra ascantia ingår i släktet Tricentra och familjen mätare. Inga underarter finns listade i Catalogue of Life.